# Premier League Malti 1932-1933
Il campionato era formato da quattro squadre e il Sliema Wanderers vinse il titolo.

## Classifica finale
| Pos. | Squadra              | G | V | N | P | GF | GS | Punti |
| ---- | -------------------- | - | - | - | - | -- | -- | ----- |
| 1    | Sliema Wanderers     | 3 | 2 | 1 | 0 | 9  | 2  | 5     |
| 2    | Hibernians F.C.      | 3 | 2 | 1 | 0 | 7  | 2  | 5     |
| 3    | Sliema Rangers       | 3 | 1 | 0 | 2 | 4  | 10 | 2     |
| 4    | Ħamrun Spartans F.C. | 3 | 0 | 0 | 3 | 1  | 7  | 0     |